# Leptosynapta
Genre
Les Leptosynapta sont un genre d'holothuries (concombre de mer), de la famille des Synaptidae. 

## Caractéristiques
Ce sont des Synaptidae classique, au corps allongé et au tégument très fin, souvent translucide, avec des tentacules buccaux munis d'une à neuf paires de digitations. Les spicules qu'il contient diffèrent souvent entre l'avant et l'arrière de l'animal, les ancres et plaques associées devenant plus massives vers l'arrière. Les plaques des ancres portent généralement 7 trous dentelés. 

## Liste des espèces
Selon World Register of Marine Species (30 septembre 2014) :
- Leptosynapta albicans (Selenka, 1867) -- Californie
- Leptosynapta bergensis (Östergren, 1905) -- Afrique du Sud
- Leptosynapta brasiliensis Freire & Grohmann, 1989 -- Atlantique européen
- Leptosynapta chela Mortensen, 1926 -- Mer Rouge
- Leptosynapta circopatina Clark, 1924 -- Caraïbes
- Leptosynapta clarki Heding, 1928  -- Pacifique nord-est
- Leptosynapta crassipatina Clark, 1924 -- Caraïbes
- Leptosynapta cruenta Cherbonnier, 1953 -- Atlantique européen
- Leptosynapta decaria (Östergren, 1905) -- Atlantique européen
- Leptosynapta dolabrifera (Stimpson, 1855) -- Australie australe
- Leptosynapta galliennii (Herapath, 1865) -- Atlantique européen
- Leptosynapta geyserensis Cherbonnier, 1988 -- Océan Indien occidental
- Leptosynapta imswe Pawson, 1976 -- Caraïbes
- Leptosynapta inhaerens (O.F. Müller, 1776) -- Atlantique européen et Méditerranée
- Leptosynapta knysnaensis (Cherbonnier, 1952) -- Afrique du Sud
- Leptosynapta latipatina Clark, 1921 -- Australie tropicale
- Leptosynapta longhursti Cherbonnier, 1958 -- Sierra Leone
- Leptosynapta macrankyra (Ludwig, 1898) -- Méditerranée
- Leptosynapta marchadi Cherbonnier, 1963 -- Afrique de l'ouest
- Leptosynapta micropatina Heding, 1928 -- Pacifique
- Leptosynapta minuta (Becher, 1906) -- Atlantique est et Méditerranée
- Leptosynapta multigranula Clark, 1924 -- Caraïbes
- Leptosynapta naiga Thandar & Rowe, 1989 -- Afrique du Sud
- Leptosynapta nannoplax Pawson, 1976 -- Caraïbes
- Leptosynapta oblonga Cherbonnier, 1988 -- Océan Indien occidental
- Leptosynapta parvipatina Clark, 1924 -- Caraïbes
- Leptosynapta pustulosa Cherbonnier, 1970 -- Océan Indien occidental
- Leptosynapta roseogradia Pawson, 1976 -- Belize
- Leptosynapta steinitzi Cherbonnier, 1967 -- Mer Rouge
- Leptosynapta tantula Cherbonnier, 1988 -- Océan Indien occidental
- Leptosynapta tenuis (Ayers, 1851) -- Côte est des États-Unis
- Leptosynapta transgressor Heding, 1928 -- Côte ouest des États-Unis

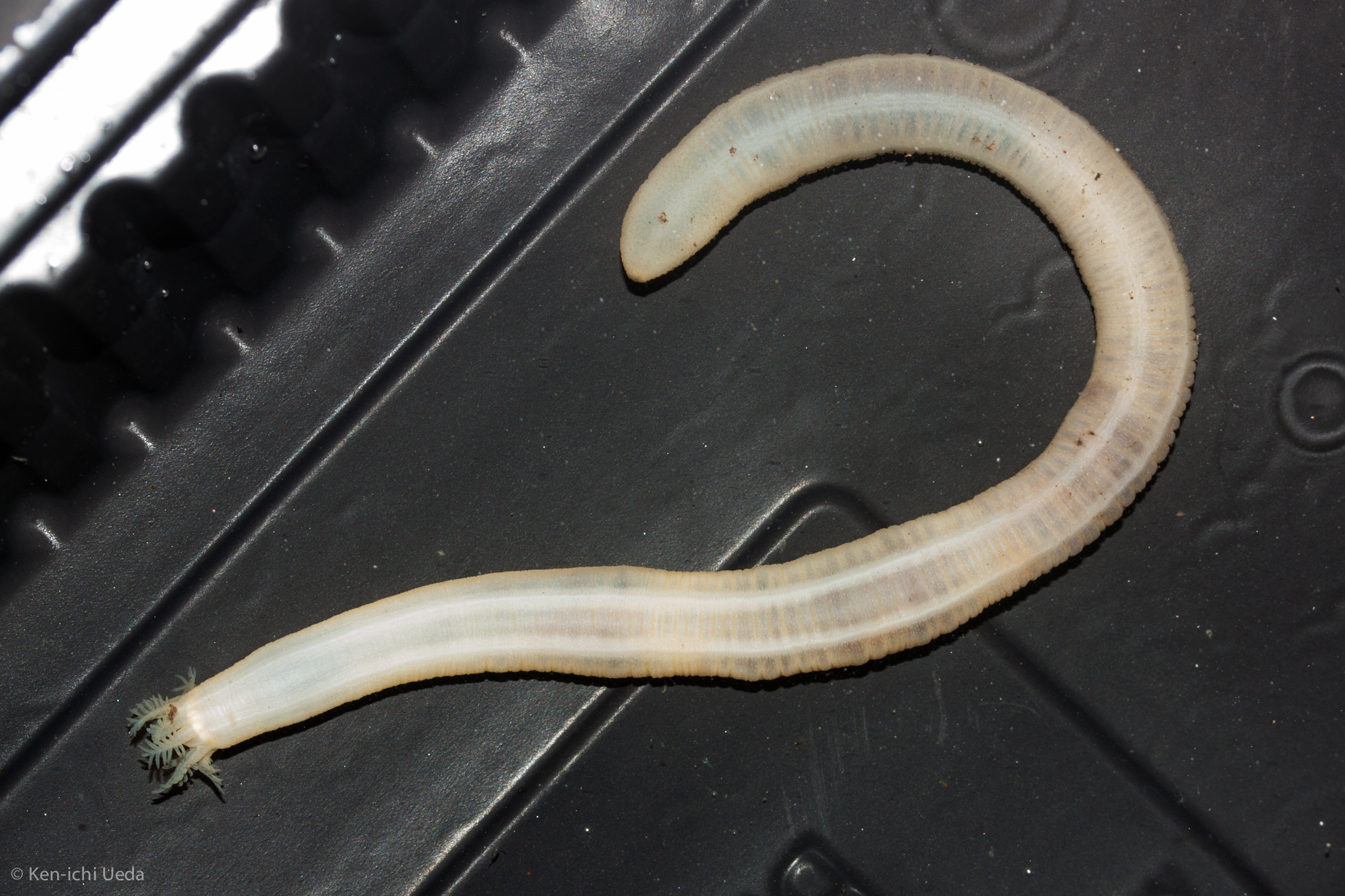
Leptosynapta albicans
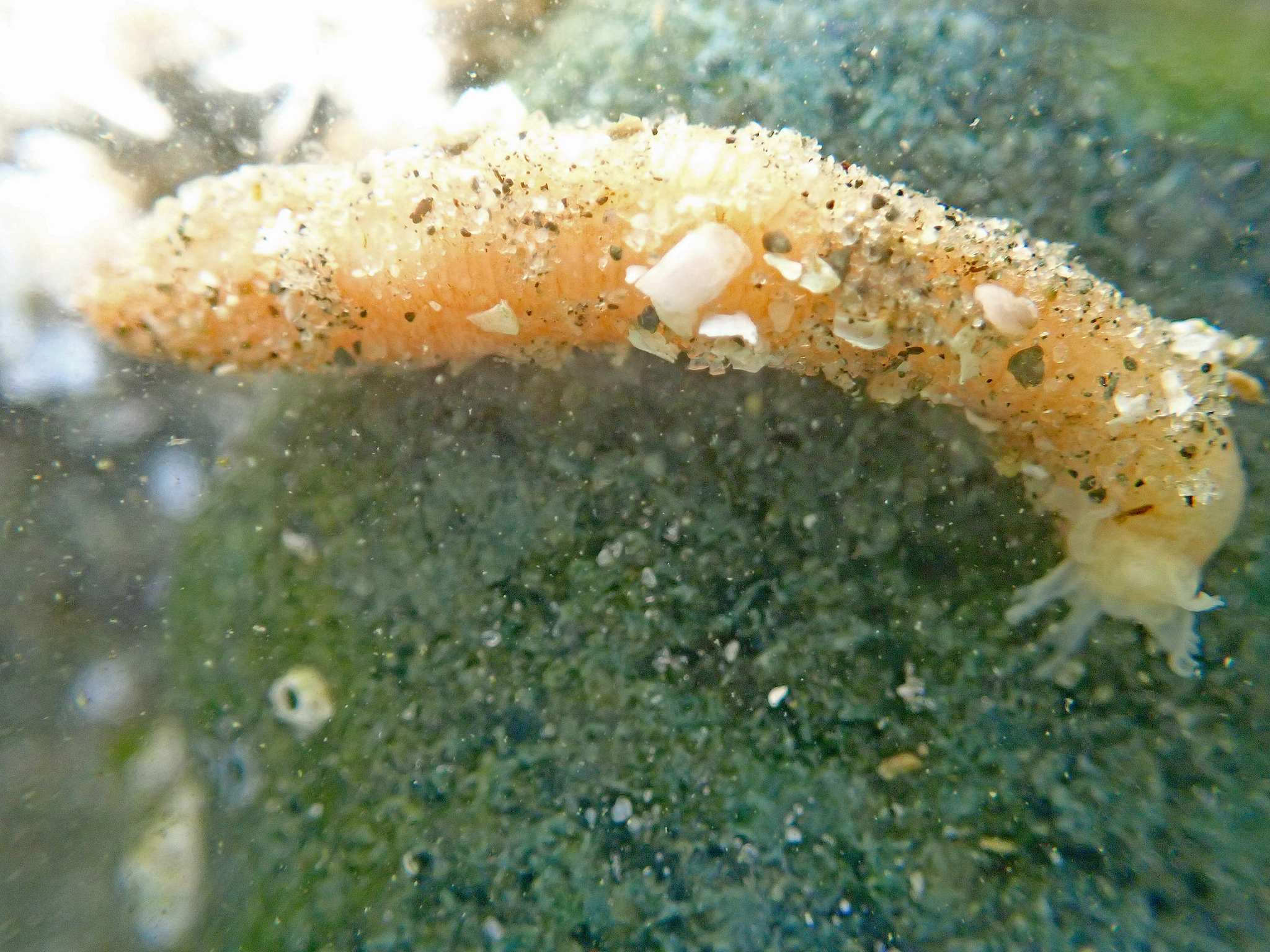
Leptosynapta clarki
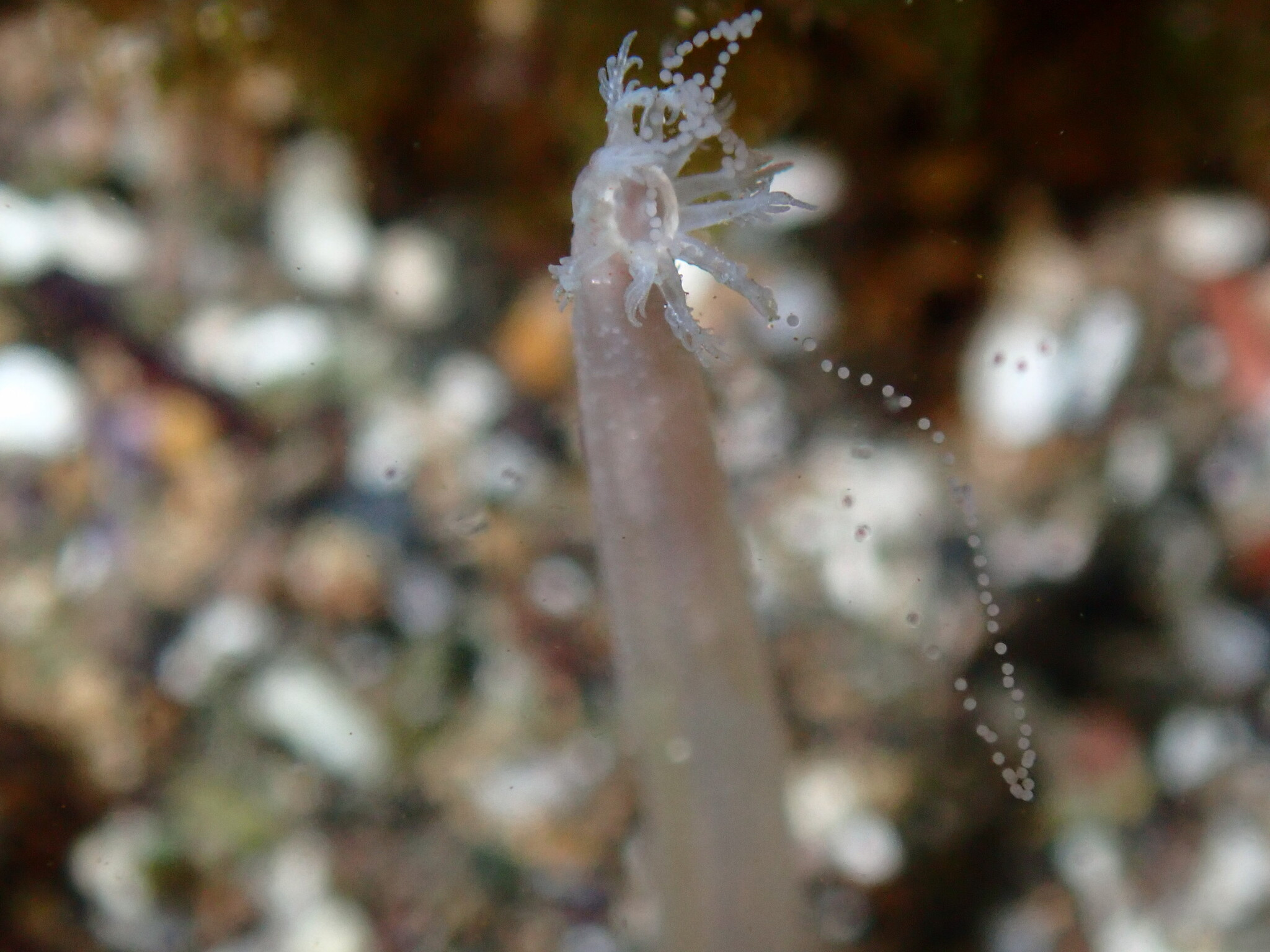
Leptosynapta inhaerens
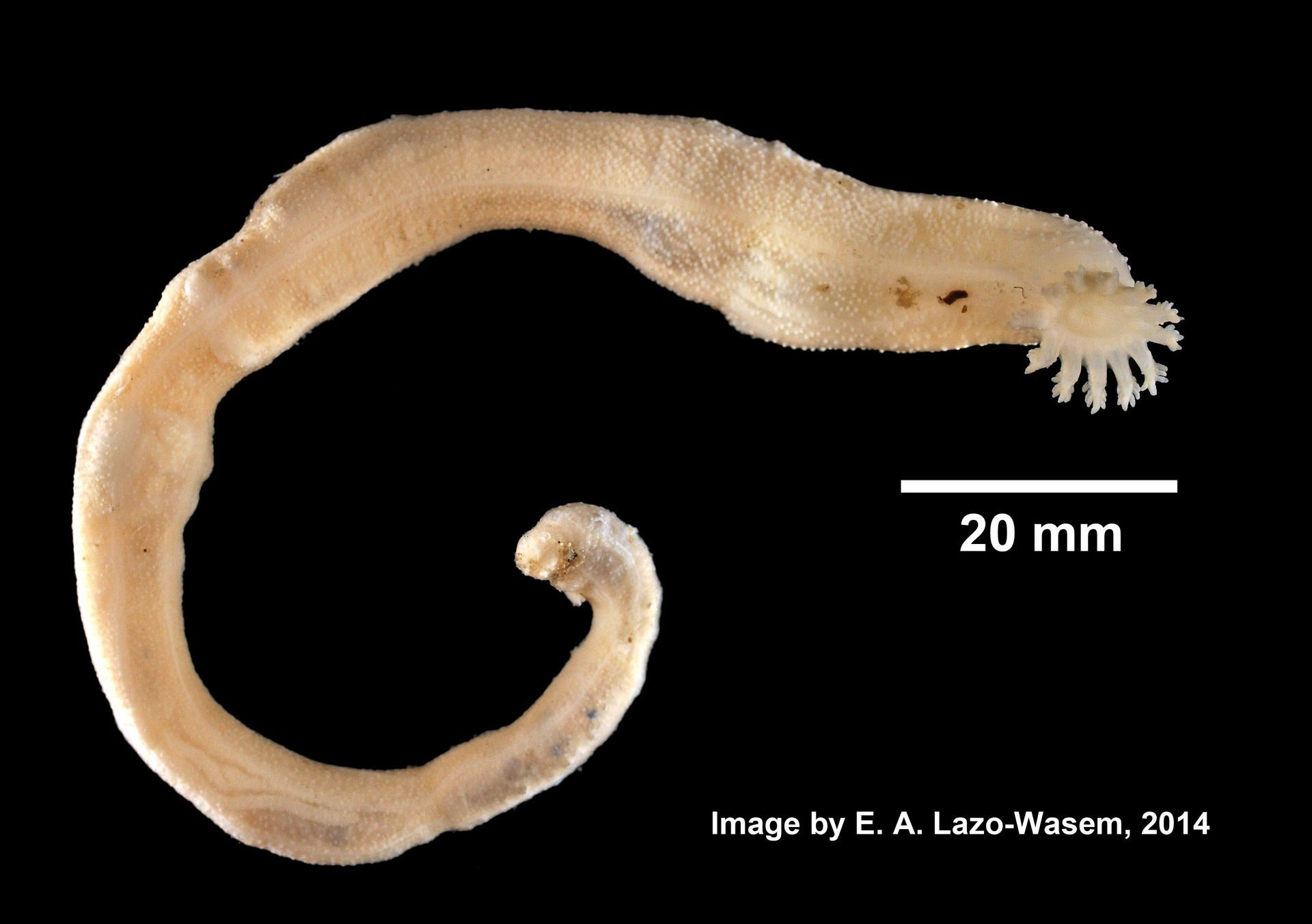
Leptosynapta tenuis